# Sant Miquel de Montpol
Sant Miquel de Montpol és una església de Lladurs (Solsonès) protegida com a Bé Cultural d'Interès Local.

## Descripció
L'actual edifici fou construït seguint un projecte molt generalitzat que consisteix en bastir un edifici de planta rectangular amb el presbiteri a la capçalera, amb dues capelles, formant un transsepte, per encabir-hi els altars presidits pels sants que són objecte de devoció popular. En el cas de Montpol són la Mare de Déu del Roser i Sant Gil. Una senzilla cornisa corre al llarg de la nau, des del presbiteri fins al cor, indicant l'inici d'on arrenca la volta de canó. L'aparell constructiu és format per carreus ben tallats i picats a les cantonades de l'edifici, i sobretot al campanar, que emmarquen la resta de l'obra, de pedra irregular sense marcar filades, que va arrebossada.
Als peus de la nau un petit cor al qual s'hi arriba per unes escales que trobem al final de la nau. Uns graons eleven el presbiteri i el separen de la nau. Al centre de la paret de l'absis una fornícula acull el sant patró de la parròquia: sant Miquel.
L'altar és un bloc de pedra artificial que presenta a la part frontal el Pantocràtor rodejat dels símbols dels quatre evangelistes. A dreta i esquerra sis àngels músics aixoplugats sota uns arcs sostinguts per fines columnes.
Enfront de la porta d'entrada, en una petita cavitat al mur, hi trobem la pica baptismal resguardada per una reixa.
Rep la llum per les obertures practicades al mur de migjorn: la porta d'entrada i dos ulls de bou que donen al presbiteri i al cor. L'interior és enguixat i pintat.
A la part exterior l'edifici presenta l'aparell constructiu format per carreus ben tallats i picats a les cantonades de l'edifici, i sobretot al campanar, que emmarquen la resta de l'obra, de pedra irregular sense marcar filades, que va arrebossada.
Està cobert per una teulada a dues vessants. Adossat a la paret de migdia i a prop de la porta d'entrada s'alça un ferm campanar, d'estructura quadrada, amb teulada a quatre vessants i quatre obertures aixoplugades sota una ampla barbacana. En una d'aquestes finestres hi penja la campana. Aquest campanar és, probablement, obra del segle xix. En aquesta mateixa paret de migjorn, on hi ha el campanar hi trobem un contrafort recolzat a l'indret del prebiteri.
L'estat de conservació de l'edifici és bo.
Presideix l'església la imatge de Sant Miquel, situada al centre del presbiteri, envoltada per una pintura obra de Mariano Vegas (acabada el 1958) que mostra com el sant expulsa aquelles persones que no mereixen anar al cel. L'estil d'aquesta composició recorda les pintures de Josep M. Sert a la catedral de Vic.

## Història
L'església de sant Miquel de Montpol és una obra de principi del segle xvii. De l'antiga església, una construcció romànica dalt del turó anomenat "la roca Montpol", en trobem referències en alguns escrits. A l'acta de consagració de la catedral d'Urgell, de l'any 839, hi consta com a Mungpolio i altres documents del 1052 en fan referència a l'esmentar la venda o els límits d'uns terrenys. El bisbe Salla d'Urgell fa la donació a Ot de Solanes i al seu fill Mir, de l'església de Mugopolto en un acte de transacció.
Aquesta església tingué activitat parroquial fins, aproximadament, l'any 1632 quan es traslladà a l'edifici construït al pla. Adossada a l'església, la rectoria ostenta a la llinda de la porta d'entrada, la data 1632.
A les darreries del segle xviii, segons informa Costa Bofarull a "Memorias de la ciudad de Solsona y su iglesia", Sant Miquel de Montpol tenia com a sufragania l'església de Sant Esteve de Coscullola.